# Cemento a vista
Il cemento a vista, detto anche calcestruzzo a vista o faccia a vista, indica una modalità di utilizzo architettonico del calcestruzzo che consiste nel non ricoprire le superfici a vista con intonaco o rivestirle con altri materiali (pietra, mattoni, piastrelle), ma lasciarle piuttosto visibili, evidenziando le forme e le caratteristiche strutturali della costruzione edilizia.

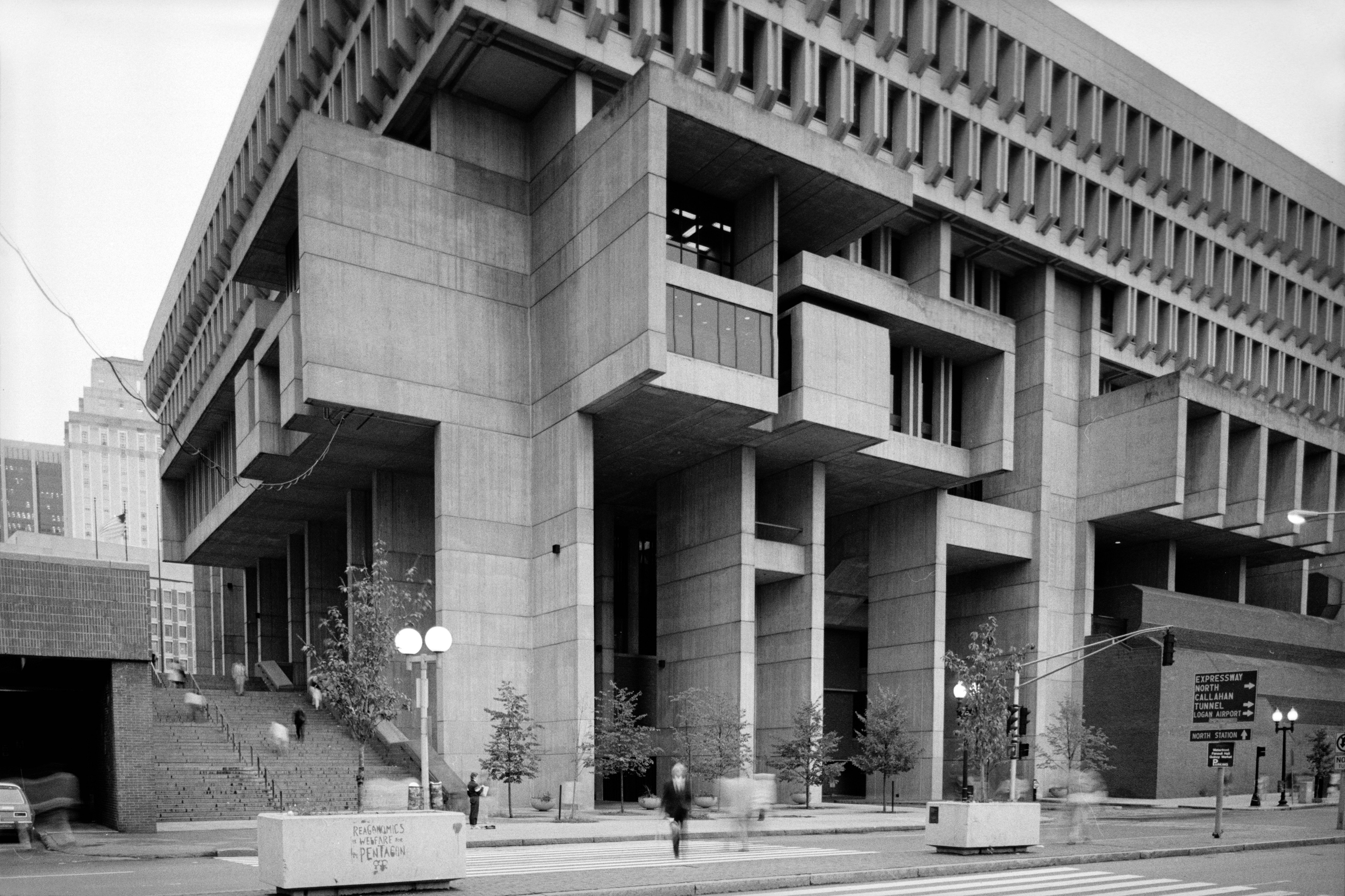
Il Municipio di Boston: un esempio di "brutale" uso del béton brut "cemento grezzo".

L'architettura moderna in special modo con la corrente architettonica del Brutalismo (dal termine francese beton brut "cemento grezzo") ha fatto sempre più riferimento all'espressività del calcestruzzo a vista. A partire dai volumi plastici ma brutali di Le Corbusier, nell'Unité d'Habitation de Marseille e nella realizzazione del Capitol della città Indiana di Chandigarh, dopo le quali è seguito un vero e proprio stile architettonico legato all'uso del calcestruzzo a vista.
Anche in Italia possiamo trovare esempi di questa tendenza di evoluzione del Razionalismo italiano che conducono ad opere di sicuro impatto visivo ed architettonico. Possiamo ricordare la dirompente plasticità del cemento a vista della Chiesa dell'Autostrada del Sole di Giovanni Michelucci (1964), l'Istituto Marchiondi a Milano di Vittoriano Viganò (1957), l’Istituto statale di istruzione superiore Cipriano Facchinetti di Castellanza, opera di Richino Castiglioni e Aldo Alvisi (1961), il gioco volumetrico delle abitazioni del quartiere Sorgane a Firenze, di Leonardo Ricci ed altri (1966), gli edifici per unità abitative del quartiere Matteotti di Terni di Giancarlo De Carlo (1971-74).
Con questa tecnica il cemento costruisce lo spazio architettonico divenendo parte essenziale del disegno architettonico. Si possono ottenere notevoli effetti prospettici, che esaltano la struttura con manifestazioni quasi scultoree, tese a rompere la ripetizione monotona delle superfici cementizie in rapporto anche al colore grigio per il cemento tipico.

## Tecniche di realizzazione

### Semplice disarmo
Per realizzare finiture superficiali del calcestruzzo con particolari requisiti estetici non vi sono norme particolari, che regolino il tipo e la composizione del calcestruzzo; è necessario, comunque, un lavoro coordinato tra i diversi addetti ai lavori, committenti, progettisti, mano d’opera specializzata e produttori del cemento. Tra le finiture a faccia vista più conosciute vi sono il liscio "fondo cassero", il calcestruzzo lavato con ghiaietto a vista, la texture ottenuta con matrice in gomma Reckli.
Il colore e la finitura delle superfici del calcestruzzo a vista, infatti, è in rapporto non solo al tipo di cemento utilizzato (cemento Portland, cemento bianco, cemento calcareo, cemento d'altoforno), ma anche dalla granulometria presente e dal colore dei suoi corpuscoli. La scelta granulometrica è da porre in relazione con le prestazioni e gli effetti che si vogliono ottenere dal manufatto a vista (ad esempio superficie liscia o granulosa). Particolare attenzione è richiesta nella composizione al rapporto acqua-cemento, la cui variazione nei diversi impasto può causare altrettante differenze di colore del cemento a vista. 

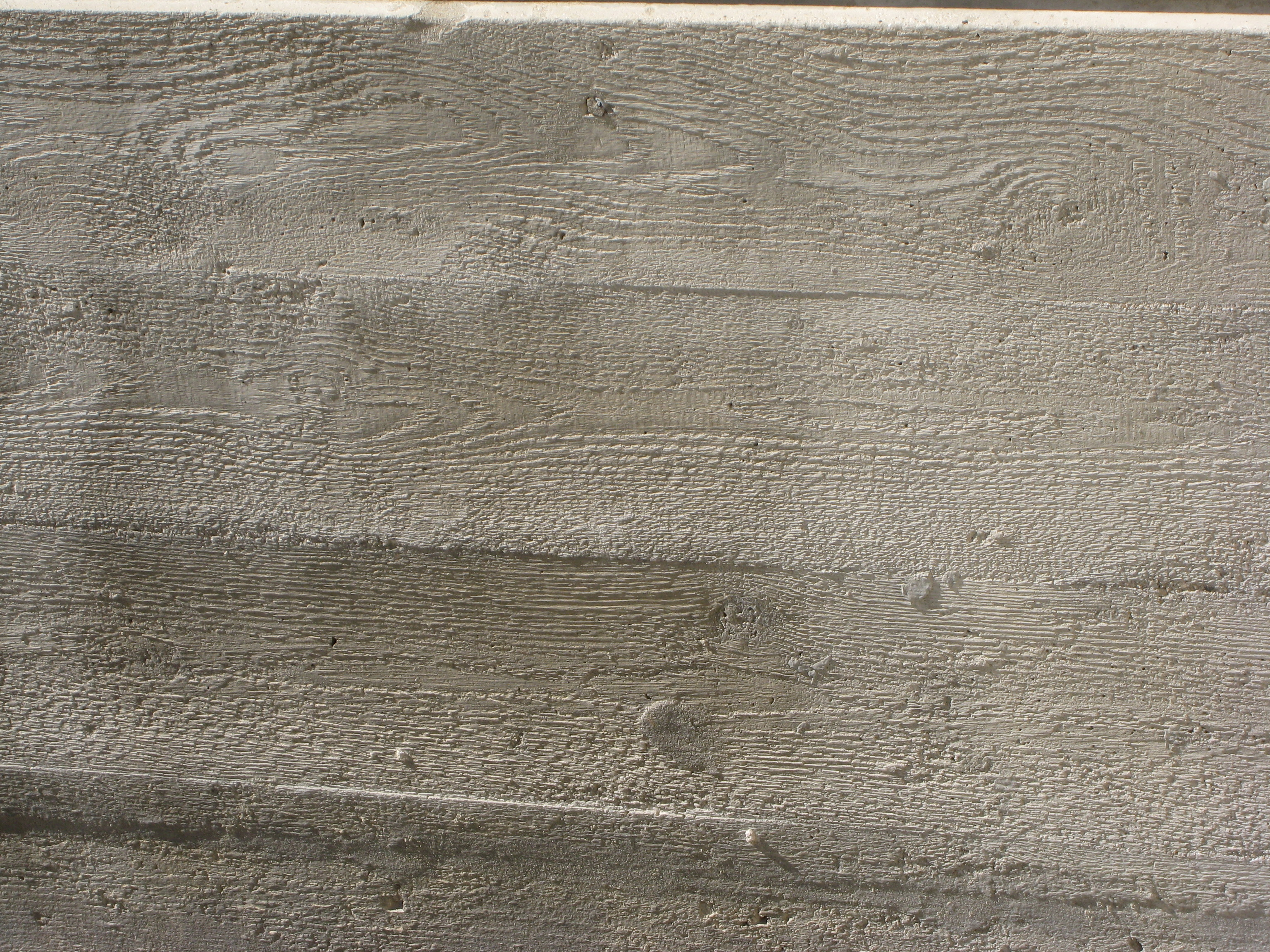
Il disegno lasciato dalle tavole sul cemento

Per la finitura della faccia vista del manufatto è importante la scelta del tipo di legno da utilizzare per le casseforme e il posizionamento delle tavole, tramite il quale è possibile ottenere disegni più diversi, esaltando la plasticità del materiale. 
Particolare attenzione deve essere posta nel disarmo delle casseforme, che potrebbe causare screpolature sulla superficie a vista della struttura: esistono per tali ragioni dei prodotti chimici disincrostanti, che agevolano lo smontaggio, mentre altri materiali, composti da resine sintetiche, servono a uniformare maggiormente la superficie, nascondendo i difetti visivi dovuti ad errori di armatura vista e fungono inoltre da protettivi contro l'umidità, le muffe e gli sgretolamenti successivi dovuti alle intemperie.

### Lavorazione del cemento
Altre tecniche riguardano la lavorazione della superficie del cemento dopo il disarmo:
- l'innaffiamento sotto forte pressione del cemento appena dopo lo smontaggio delle casseforme, che porta in evidenza la parte granulometrica del materiale che viene a costituire una specie di disegno composto di pietruzze.
- il martellinamento del cemento dopo l'indurimento, con una lavorazione con pestello a punta di ferro, che realizza la scabrosità della superficie con un'operazione definita anche bocciardatura.